# Zuigslang

Een zuigslang met een zuigkorf op een brandweerwagen

Een zuigslang is een flexibele slang die speciaal gemaakt is om water of een andere vloeistof onder onderdruk aan te zuigen. De slang is verstevigd met een doorlopende stalen kabel om te voorkomen dat de slang plat trekt onder het vacuüm dat kan ontstaan.
Een zuigslang wordt onder andere gebruikt om vijvers of zwembaden te legen, water voor beregening of brandbestrijding uit open water of een ondergrondse bron te pompen of om riolen of tanks te legen of te reinigen.
Om te voorkomen dat vervuiling in de pomp komt wordt een zuigslang vaak voorzien van een zuigkorf. Dit is vaak een cilinder met gaten, maar kan ook een ouderwetse rieten mand of een stalen mand zijn.